# Jonasz (metropolita moskiewski)
Jonasz z Moskwy, Święty Jonasz, cs. Swiatitiel Iona, mitropolit Moskowskij i wsieja Rusi, czudotworec, ros. Иона (ur. pod koniec XIV wieku we wsi Odincowo w okolicach Soligalicza, zm. 31 marca 1461 w Moskwie) – metropolita Moskwy i Rusi, święty prawosławny.

## Żywot świętego
Jonasz w wieku dwunastu lat wstąpił do niewielkiego monasteru w pobliżu Soligalicza, skąd później przeszedł do Monasteru Simonowskiego w Moskwie.
W 1431 r. wybrano go na biskupa riazańskiego. W tym samym roku zmarł metropolita kijowski Focjusz. Wielki książę moskiewski Wasyl II Ślepy poparł kandydaturę biskupa Jonasza na jego następcę, jednak patriarcha Konstantynopola nie potwierdził tej nominacji, wskazując na nowego metropolitę desygnowanego przez księcia litewskiego Świdrygiełłę Gerazyma. Następcą Gerazyma został Grek z pochodzenia, Izydor, zwolennik unii kościelnej z Rzymem, a następnie propagator unii florenckiej na ziemiach ruskich i litewskich. Działalność Izydora w tym kierunku nie zyskała poparcia duchowieństwa i wiernych i w 1442 wrócił on do Rzymu, uciekłszy wcześniej z więzienia w Moskwie.
Walki wewnętrzne w Wielkim Księstwie Moskiewskim sprawiły, że dopiero w 1448 wybrany został następca Izydora, którym ruscy biskupi obrali właśnie biskupa Jonasza. Wybór ten nie został potwierdzony przez patriarchę Konstantynopola i faktycznie oznaczał jednostronne ogłoszenie autokefalii metropolii. W 1452 Wasyl II prosił patriarchę o usankcjonowanie wyboru Jonasza, jednak upadek Konstantynopola w roku następnym uniemożliwił rozwiązanie całej sprawy.
Wybór Jonasza został początkowo uznany w Wielkim Księstwie Litewskim, jednak w 1458 papież w porozumieniu z patriarchą Konstantynopola skierował tam jako metropolitę ucznia Izydora i unitę Grzegorza II. Oznaczało to ostateczny podział metropolii kijowskiej na kijowską i moskiewską. Następcy Jonasza zrezygnowali z tytułu metropolitów kijowskich, określając się odtąd jako metropolici moskiewscy i całej Rusi.
Metropolita Jonasz pozostawił po sobie trzydzieści pięć listów napisanych prostym, pozbawionym wszelkiej retoryki językiem.

## Kult
Relikwie świętego znajdują się w moskiewskim soborze Zaśnięcia Matki Bożej na Kremlu, gdzie zostały wprowadzone 27 maja 1472 r.
Jonasz został kanonizowany w 1547 przez Rosyjski Kościół Prawosławny. Kult oddaje mu cała Rosyjska Cerkiew Prawosławna.
Dni obchodów
Cerkiew wspomina świętego Jonasza czterokrotnie:
- 31 marca/13 kwietnia[9] (rocznica śmierci), tj. 13 kwietnia według kalendarza gregoriańskiego
- 27 maja/9 czerwca (rocznica przeniesienia relikwii w 1472), tj. 9 czerwca
- 15/28 czerwca, tj. 28 czerwca[10]
- 5/18 października (Sobór pięciu świętych hierarchów moskiewskich), tj. 18 października

Patronat
Wierni modlą się za pośrednictwem świętego w przypadku dolegliwości bólowych zębów.